# 昭和島ジャンクション
昭和島ジャンクション（しょうわじまジャンクション）は、東京都大田区にある首都高速道路の1号羽田線と湾岸分岐線を結ぶジャンクションである。湾岸線空港中央 - 大黒間開通前は、羽田トンネルの渋滞緩和のため上り線空港西入口から昭和島ジャンクションまで羽田可動橋が連絡していた。

## 連絡している道路
首都高速道路
1号羽田線羽田方面⇔1号羽田線浜崎橋JCT方面・湾岸分岐線東海JCT方面

## 隣
首都高速1号羽田線
(105,106)平和島出入口/PA/TB - 昭和島JCT - (107)空港西出入口
首都高速湾岸分岐線
昭和島JCT - 東海JCT